# Свердловини спеціального профілю

Мал. 3. Забурювання бокового відгалуження.

Мал. 4. Багатовибійна свердловини з профілем «березовий листок».

Свердловини спеціального профілю «риб'яча кістка», «березовий листок» — різновиди багатовибійних свердловин.

## Свердловини з профілем «риб'яча кістка»
Технологія буріння багатовибійної свердловини «риб'яча кістка» (Fishbones Drilling) була розроблена в рамках спільного промислового проєкту (JIP) з Equinor, Lundin, Eni та Innovation Norway та підтримується Дослідницькою радою Норвегії
На малюнку 1 показано 3D-модель свердловини з профілем «риб'яча кістка», на мал. 2 — виконавчий механізм для буріння багатовибійної свердловини з профілем «риб'яча кістка», а на малюнку 3 — момент забурювання бокового відгалуження.
Операції із буріння свердловини з профілем «риб'яча кістка» прості та швидкі — виконуються лише за кілька годин. Долота малого діаметра оснащені турбінами, що працюють від циркуляції рідини. Досяжне проникнення зазвичай становить 10,8 м, створюючи відчутний ефект охоплення продуктивного пласта.
Практика застосування багатовибійної свердловини з профілем «риб'яча кістка» показує її велику ефективність, що забезпечується охопленням продуктивного нафтоносного пласта.
Міжнародний консорціум компаній «Таас-Юрях Нафтогазвидобування» (Республіка Саха) та індійських компаній Oil India Limited, Indian Oil Corporation Limited і Bharat PetroResources Limited пробурили багатовибійну свердловину із застосуванням профілю «риб'яча кістка» довжиною 12,8 тис. м, проходка по колектору — 10,3 тис.м. Це одна з найбільших свердловин із горизонтальним стовбуром .

## Свердловини з профілем «березовий листок»
Багатовибійну свердловину з профілем «березовий листок» пробурила компанія «Таас-Юрях Нафтогазвидобування» (мал. 4). Свердловина має 15 бічних стовбурів, кожен із яких має два відгалудження.